# De Sims 3: Bovennatuurlijk
De Sims 3: Bovennatuurlijk (Engels: The Sims 3: Supernatural) is het zevende uitbreidingspakket van De Sims 3. Twee edities van het pakket verschenen in België en Nederland op 6 september 2012.
Het spel bevat onderdelen van de eerdere uitbreidingen: The Sims: Abracadabra, De Sims 2: Studentenleven, De Sims 2: Nachtleven, De Sims 2: Huisdieren en De Sims 2: Appartementsleven.

## Gameplay
Dit uitbreidingspakket maakt het mogelijk om als verschillende bovennatuurlijke wezens te spelen zoals feeën, heksen, vampiers, weerwolven, zombies, geesten en geesten uit de fles.
Elk personage heeft unieke magische krachten en sociale interacties. Feeën bijvoorbeeld, kunnen met behulp van magie, grapjes met andere Sims uithalen en kunnen met planten praten. Weerwolven kunnen jagen en zo op zoek gaan naar metalen, edelstenen en insecten en kunnen aan meubels krabben. Heksen kunnen dan weer met een toverstok magie gebruiken.
Electronic Arts heeft ook relaties tussen twee verschillende magische wezens mogelijk gemaakt. Zo kunnen bijvoorbeeld een fee en een vampier kinderen met elkaar krijgen. De eventuele kinderen hebben 50% kans om een vampier te worden en 50% kans om een fee te worden. Het enige magische wezen dat zich op deze manier niet voort kan planten, is de zombie. Sims van alle leeftijdsfases kunnen bovennatuurlijke wezens zijn.

### Sim creëren
De speler kan onderstaande nieuwe bovennatuurlijke wezens en levensvormen maken in "Sim creëren":
- Weerwolf
- Fee
- Heks
- Vampier (bekend als "monster" uit De Sims 3: Na Middernacht, uitbreidingspakket is niet vereist)
- Spook (bekend als "monster" uit het basisspel)
- Geest uit de fles (bekend als "monster" uit De Sims 3: Showtime, uitbreidingspakket is vereist)

Met behulp van nieuwe knopjes kan de gewenste bovennatuurlijke soort geselecteerd worden. Voor weerwolven kan de lichaamsbeharing, voor feeën de kleur, vorm en grootte van de vleugels en voor geesten de doodsoorzaak en daarmee hun kleur en uitzicht veranderd worden.
Weerwolven hebben twee levensvormen: een menselijke vorm en een weerwolfvorm. Beide vormen kunnen afzonderlijk door de speler worden gecreëerd. Ook vrouwen en kinderen kunnen in de weerwolfvorm lichaamshaar hebben. Weerwolven veranderen van levensvorm wanneer het volle maan is. De speler kan echter ook, wanneer hij dat zelf wil, de Sim handmatig in de weerwolfvorm laten veranderen.
Heksen en feeën beschikken over een meter welke aangeeft hoeveel magie ze nog over hebben voor magische spreuken.

### Levenswensen
Bij het maken van een Sim kan er uit verschillende nieuwe levenswensen gekozen worden:
Leider van een roedel (geschikt voor weerwolven)
- 5 Sims tot weerwolf transformeren
- Voorwerpen met een uiteindelijke waarde van 40.000 Simdollar vinden tijdens het jagen

De stad transformeren (geschikt voor vampiers)
- Als vampier van 20 Sims drinken
- 5 Sims transformeren in een vampier

Groenere grassen (geschikt voor feeën)
- 100 planten tot bloei laten komen
- Niveau 10 van de tuiniervaardigheid behalen

Magische makeover
- Innerlijke schoonheid toekennen aan 12 Sims
- Niveau 10 van de charismavaardigheid behalen

Ambachtelijke alchemist
- Niveau 10 van de alchemievaardigheid behalen
- 50 elixers gebruiken

Mystieke heler
- 12 verschillende getransformeerde Sims genezen met een elixer

Mystieke meester(es)
- Niveau 10 bereiken van de carrière Waarzegger

Zombiemeester(es)
- 10 verschillende Sims in een zombie laten veranderen met het zombie-elixer

### Vaardigheid
Met de vaardigheid alchemie is het mogelijk elixers te brouwen. Voor de elixers zijn al dan niet zeldzame ingrediënten nodig die in de stad gevonden kunnen worden.

### Carrière
Bovennatuurlijk voegt één nieuwe carrière toe: Waarzegger.
- Waarzegger
  - Oplichter
  - Mystiek

Als waarzegger kan ervoor gekozen worden om echt in verbinding te staan met het hiernamaals (mystiek), of om de klanten uit te buiten en op te lichten (oplichter). Voor deze carrière hoeft de Sim geen magisch wezen te zijn.

### Maanfases
Dit uitbreidingspakket voegt ook de verschillende maanfases toe. Bij volle maan worden weerwolven getransformeerd naar hun levensvorm als weerwolf. De duur van de volledige maancyclus is aanpasbaar.

### Nieuwe voorwerpen en kleding
Het spel bevat nieuwe meubels, voorwerpen en kleding zoals:
- Zigeunerkaravaan van de waarzegster
- Toverspiegel
- Verschillende magische bezems
- Diverse toverstokken
- Geheime boekenkastdeur
- Feeënhuis, kleine magische woning speciaal voor feeën
- Bijenkorf
- Schommelstoellen
- Slijpmachine voor edelstenen
- Teleportatiecabine
- Modeltrein
- Magische schilderijen
- Arboretum
- Gescheurde en kapotte kleding

### Monsters
Dit uitbreidingspakket bevat, in tegenstelling tot andere uitbreidingspakketten van De Sims 3, meerdere "monsters". Naast de "monsters" die de speler zelf kan aanmaken, zitten er ook nog twee andere in het spel.

#### Bonehilde
Bonehilde is een NPC dienstmeisje, bekend uit The Sims: Abracadabra. Ze is een skelet dat een stereotiep dienstmeisjespak draagt. Bonehilde kan opgeborgen worden in een doodskist en doet huishoudelijke taken. Ze kan verkregen worden via het menu "Kopen".

#### Zombies
Sims kunnen in zombies veranderen door het zombie-elixer te drinken. Als een zombie een andere Sim bijt, wordt deze ook een zombie. Met behulp van een ander elixer kunnen zombies terug een gewone Sim worden. Zombies kunnen zich, in tegenstelling tot Sims en andere magische wezens, niet voortplanten.

### Moonlight Falls
Het pakket voegt de nieuwe buurt Moonlight Falls toe. Deze buurt bevat veel bomen en bossen.

### Weersteen
In combinatie met De Sims 3: Jaargetijden wordt de Weersteen toegevoegd.

## Speciale edities

### Limited Edition
De Limited Edition van De Sims 3: Bovennatuurlijk bevat extra objecten gebaseerd op het spel Plants vs. Zombies, waaronder een erwtenschieter als verdediging voor zombies, gescheurde kleding en hoofddeksels in de vorm van een emmer en een verkeerskegel.

### De Sims 3 plus De Sims 3: Bovennatuurlijk
Dit pakket bevat De Sims 3 met het uitbreidingspakket Bovennatuurlijk. Extra voorwerpen zijn niet toegevoegd.